# Alexander Escobar
Alexander Escobar Rosales (né le 4 avril 1984 à Metapán au Salvador) est un footballeur international salvadorien, qui évolue au poste de défenseur.

## Biographie

### Carrière en sélection
Avec l'équipe du Salvador, il joue 35 matchs (pour aucun but inscrit) entre 2003 et 2011. 
Il figure dans le groupe des sélectionnés lors des Gold Cup de 2007 et de 2009, où son équipe est éliminée à chaque fois au premier tour.
Il joue également 8 matchs comptant pour les tours préliminaires de la coupe du monde, lors des éditions 2006, 2010 et 2014.

## Palmarès
Isidro Metapán
- Championnat du Salvador (7) :
  - Champion : 2007 (Clôture), 2008 (Ouverture), 2009 (Clôture), 2010 (Clôture), 2010 (Ouverture), 2011 (Ouverture) et 2012 (Ouverture).